# 綠洲級郵輪
綠洲級郵輪（Oasis class cruise ship）是皇家加勒比國際遊輪的一個船級，總噸位超过22.5万吨，船長约360米，高约72米，曾是全世界最大的游轮和客轮级别， 直到2024年被標誌級郵輪的海洋標誌號所超越。
本級別目前确定建造的船只共有六艘，其中五艘已服役，另有一艘在建。首兩艘船為海洋綠洲號和海洋魅力號，由STX Europe在芬蘭圖爾庫於2009年和2010年交付
。在首两艘船获得商业成功后，皇家加勒比國際遊輪又陆续向STX公司订购了三艘同级别的新船。三条新船在位于法国的船厂生产，在前两艘船的基础上略有加大。其中的第三艘船海洋和悅号于2016年交付使用；第四艘船海洋交响号（Symphony of the Seas）于2018年首航。第五艘船海洋奇蹟号原订于2021年投入运营，但由於受2019冠状病毒病疫情影響，海洋奇蹟號押後至2022年3月才投入运营。
绿洲级游轮主要执行加勒比海的游轮航线。本來第五艘海洋奇蹟號是以亞洲為母港，但因疫症關係，所以暫時未知日後那艘船隻會被安排往亞洲航行。

## 同级船列表
| 船名         | 状态       | 首航时间      | 吨位       | 长度                      | 图像 |
| ------------ | ---------- | ------------- | ---------- | ------------------------- | ---- |
| 海洋绿洲号   | 在役       | 2009年12月5日 | 225,282 GT | 360米（1,180英尺）        |      |
| 海洋魅丽号   | 在役       | 2010年12月1日 | 225,282 GT | 360米（1,180英尺）        |      |
| 海洋和悅号   | 在役       | 2016年5月29日 | 226,963 GT | 362.12米（1,188.1英尺）   |      |
| 海洋交响号   | 在役       | 2018年4月7日  | 228,081 GT | 361.011米（1,184.42英尺） |      |
| 海洋奇蹟号   | 在役       | 2022年3月4日  | 236,857 GT | 362.1米（1,188英尺）      |      |
| 海洋烏托邦號 | 正在建設中 | 2024年7月22日 | 231,000 GT | 待公布                    |      |